# Championnat de Lettonie de football de deuxième division
Le Championnat de Lettonie de football de deuxième division, couramment appelé 1. līga, dont le nom officiel est Pirmā līga, est la deuxième division du championnat de football en Lettonie. Cette compétition constitue l'antichambre de la Virslīga.

## Palmarès depuis 1992
Le FB Gulbene, le RKB/Arma Riga, le FK Zibens/Zemessardze, le BFC Daugavpils, le FK Auda et le FK Jelgava sont les clubs les plus titrés avec deux victoires chacun.
| Saison | Champion                  | Vice-champion        | Troisième             |
| ------ | ------------------------- | -------------------- | --------------------- |
| 1992   | Decemviri Riga (1)        | Zenta Riga           | Kvadrāts Riga         |
| 1993   | Gemma/RFS Riga (1)        | Baltnet Daugavpils   | Interskonto Riga      |
| 1994   | Kvadrāts Riga (1)         | Starts Brocēni       | Jūrnieks Riga         |
| 1995   | Jūrnieks Riga (1)         | Lokomotīv Daugavpils | Jaunība Daugavpils    |
| 1996   | Vecrīga Riga (1)          | FK Valmiera          | ASK/Flaminko Riga     |
| 1997   | Ranto-AVV Riga (1)        | Jūrnieks Riga        | VAD Riga              |
| 1998   | Policijas Riga (1)        | Jaunība Daugavpils   | Skonto/Metāls Riga    |
| 1999   | LU/Daugava Riga (1)       | LBB-Mido Riga        | FK Zibens/Zemessardze |
| 2000   | FK Zibens/Zemessardze (1) | Skonto/Metāls Riga   | Auda Ķekava           |
| 2001   | Auda Riga (1)             | RKB/Arma Riga        | Skonto/Metāls Riga    |
| 2002   | RKB/Arma Riga (2)         | Ditton Daugavpils    | FK Zibens/Zemessardze |
| 2003   | FK Jūrmala (1)            | Multibanka Riga      | Ditton Daugavpils     |
| 2004   | FK Zibens/Zemessardze (2) | Venta Ventspils      | Dižvanagi Rēzekne     |
| 2005   | Dižvanagi Rēzekne (1)     | Ditton Daugavpils    | FK Valmiera           |
| 2006   | Olimps Riga (1)           | FK Valmiera          | FK Jelgava            |
| 2007   | Vindava Ventspils (1)     | Blāzma Rēzekne       | Auda Ķekava           |
| 2008   | Daugava Riga (1)          | Tranzit Ventspils    | Jaunība Riga          |
| 2009   | FK Jelgava (1)            | Jaunība Riga         | Liepājas-2 Metalurgs  |
| 2010   | FB Gulbene (1)            | FC Jūrmala           | Daugava/RFS Riga      |
| 2011   | Metta/LU Riga (1)         | Liepājas-2 Metalurgs | Spartaks Jūrmala      |
| 2012   | Liepājas-2 Metalurgs (1)  | Ilūkstes NSS         | Skonto-2 Riga         |
| 2013   | BFC Daugavpils (1)        | FB Gulbene           | FK Valmiera           |
| 2014   | FB Gulbene (2)            | Rēzeknes FA          | FK Valmiera           |
| 2015   | Caramba/Dinamo Riga (1)   | FK Valmiera          | Rīgas FS              |
| 2016   | SK Babīte (1)             | AFA Olaine           | FK Auda               |
| 2017   | FK Valmiera (1)           | AFA Olaine           | BFC Daugavpils        |
| 2018   | BFC Daugavpils (2)        | SK Super Nova        | FK Tukums 2000        |
| 2019   | FK Tukums 2000 (1)        | SK Super Nova        | FK Smiltene/BJSS      |
| 2020   | Lokomotīv Daugavpils (1)  | FK Auda              | Grobiņas SC           |
| 2021   | FK Auda (2)               | FK Tukums 2000       | SK Super Nova         |
| 2022   | FK Jelgava (2)            | Riga FC 2            | Grobiņas SC           |
| 2023   | Grobiņas SC (1)           | Riga FC 2            | Skantes SK            |
| 2024   | SK Super Nova (1)         | FK RFS 2             | JDFS Alberts          |

Légende
- En gras : Club désigné champion. Entre parenthèses le nombre de titres à cette date.

|  | Promu |

## Meilleurs buteurs
| Année | Buts    | Buteurs                       | Clubs                                 |
| ----- | ------- | ----------------------------- | ------------------------------------- |
| 1997  | 30 buts | Jevgēņijs Gorjačilovs         | Ranto-AVV Riga                        |
| 1998  | 28 buts | Jurijs Morozovs               | Jaunība Daugavpils                    |
| 1999  | 27 buts | Igors Kapustins               | LU/Daugava Riga                       |
| 2000  | 25 buts | Igors Kirillovs Igors Dacko   | RKB/Arma RigaSkonto/Metāls Riga       |
| 2001  | 24 buts | Oļegs Boyko                   | RKB/Arma Riga                         |
| 2002  | 47 buts | Igors Kirillovs               | RKB/Arma Riga                         |
| 2003  | 27 buts | Vitālijs Puzyrevskis          | FK Jūrmala                            |
| 2004  | 27 buts | Sergejs Starkova              | Skonto-2 Riga                         |
| 2005  | 25 buts | Aleksandr Toryan              | Liepājas-2 Metalurgs                  |
| 2006  | 27 buts | Ivans Lukjanovs               | Skonto-2 Riga / Olimps Riga           |
| 2007  | 51 buts | Aleksandrs Čekulajevs         | Auda Ķekava                           |
| 2008  | 30 buts | Eduards Višņakovs             | Daugava Riga                          |
| 2009  | 24 buts | Igors Avanesovs               | Kauguri Jūrmala                       |
| 2010  | 17 buts | Dāvis Ikaunieks               | Liepājas-2 Metalurgs                  |
| 2011  | 19 buts | Vugar Asgarov                 | SFK Varavīksne / Liepājas-2 Metalurgs |
| 2012  | 26 buts | Pavel Ryjevski                | Ilūkstes NSS                          |
| 2013  | 26 buts | Ryotaro Nakano                | BFC Daugavpils                        |
| 2014  | 42 buts | Guntars Silagailis            | Rēzeknes FA                           |
| 2015  | 31 buts | Verners Apiņš Niks Savaļnieks | Caramba/Dinamo RigaFK Valmiera        |